# Zábrodí
Zábrodí település Csehországban, Náchodi járásban. Zábrodí Kramolna, Horní Radechová, Dolní Radechová és Červený Kostelec településekkel határos. Lakosainak száma 591 fő (2024. január 1.).

## Népesség
A település lakosságának változását az alábbi diagram mutatja:
| Lakosok száma | 541  | 730  | 392  | 289  | 411  | 429  | 550  | 577  | 570  | 591  |
|               | 1869 | 1890 | 1921 | 1950 | 1980 | 2001 | 2017 | 2019 | 2022 | 2024 |